# Frikadeller
Le frikadeller sono delle polpette di carne piatte, tipiche della Germania (dove sono note come Frikadellen, Buletten, Fleischküchle o Fleischpflanzerl) e di Austria, Danimarca, Fær Øer, Norvegia, Polonia, Russia, Estonia, Ucraina, Paesi Bassi, Lituania e Sudafrica (dove fanno parte dell'eredità culinaria boera).
Ci sono molte varianti, ma tradizionalmente sono preparate con carne macinata di vitello, maiale o manzo (da sole o due di queste mescolate), cipolle spezzettate, uova, latte (o acqua), pangrattato (o farina), sale e pepe. Dopo la formazione della palla, le frikadeller vengono cucinate tradizionalmente in padella in grasso animale come per esempio lo strutto o il sego o, più comunemente al giorno d'oggi, in burro, margarina od olio vegetale.